# Dirk van der Ven
Dirk van der Ven (ur. 1 marca 1970) – niemiecki piłkarz występujący na pozycji napastnika.

## Kariera piłkarska
Od 1987 do 2006 roku występował w Wattenscheid, Schweinfurt, Westhofen, Rot-Weiß Lüdenscheid, Gütersloh, Rot Weiss Ahlen, Uerdingen, Arminia Bielefeld, Yokohama FC, Rot-Weiss Essen i Bustedt.